# Philoscia brevicorpore
Philoscia brevicorpore är en kräftdjursart som beskrevs av Wahrberg1922. Philoscia brevicorpore ingår i släktet Philoscia och familjen Philosciidae. Inga underarter finns listade i Catalogue of Life.